# آلف یاکوبسن
آلف یاکوبسن (انگلیسی: Alf Jacobsen; ۱۴ ژوئن ۱۸۸۵ – ۲۹ مهٔ ۱۹۴۸) قایقران قایق بادبانی اهل نروژ بود.